# 大門正明
大門 正明（、1949年〈昭和24年〉3月10日 - ）は、日本の俳優。本名は、八木 雅照（）。出生名、羅雅煌（）。
兵庫県高砂市出身。 早稲田大学高等学院、早稲田大学商学部卒業。吉村事務所、バム、東宝映画、平田崑プロモーション、ホリプロを経て、株式会社サンミュージックプロダクション所属。

## 来歴
父は台湾人で貿易商、母は日本人。一男一女の長男で、小学校5年のとき、東京都へ転居。世田谷区立北沢中学校へ編入。大学在学中より、早大劇団木霊、劇団雲および劇団欅に所属し、演劇活動を続ける。劇団の研修生時代には『帰ってきたウルトラマン』に当時の本名「羅雅煌」名義でゲスト出演している。1971年、増村保造監督に見い出され、野坂昭如の短編が原作の映画『遊び』に関根恵子（現・高橋惠子）の相手役としてデビュー。芸名も増村が名付けた。出生時は中国籍だったが、24歳のときに日本に帰化している。
1973年より、沖雅也に代わって『高校生無頼控』シリーズで主人公のムラマサこと村木正人に扮した。同作で飄々たる味を見せ、1973年度日本映画製作者協会（エランドール賞）新人賞を受賞。1974年には、『ゴジラ対メカゴジラ』で主演を務めた。
1975年からは所属事務所を変え、多くの作品に出演を続けている。映画では、『天平の甍』（1980年）の遣唐使船に乗った青年僧・栄叡、『セーラー服と機関銃』（1981年）の目高組組員・政などを演じたほか、『（金）（ビ）の金魂巻』（1985年）、『極道の妻たち 三代目姐』（1989年）、『ファザーファッカー』（1995年）などに助演。オリジナルビデオへの出演も多い。
テレビ作品は新人当時から出演しており、1972年の『シークレット部隊』を皮切りにレギュラー出演も多数。1980年、『ウルトラマン80』に第14話から、イトウ順吉チーフ役で出演。『天平の甍』の中国ロケから帰国し「さて、どうしよう」と思っていた矢先での出演オファーだったため、喜んで引き受けたという。自身の役柄については、「若手メンバーと隊長役の中山仁との間に入るキャラクターがほしかったのではないか」と推測している。1988年には『電脳警察サイバーコップ』にもレギュラー出演し、子ども向け特撮作品への出演について「よくカッコつけて出演していたことを隠す人がいるけど、僕はナンセンスだと思う」と語っている。大企業の幹部・政治家といった役どころが多い。
また、劇団を離れて以降も多くの舞台で活躍している。

## 人物
1975年に結婚。妻とは運休した新幹線で隣に座っていたことがきっかけで知り合った。当初は俳優であることを明かしておらず、最初のデートで主演作の『ゴジラ対メカゴジラ』を観賞した。
趣味・特技は、関西弁、スキューバダイビング、ラグビー。高校時代はラグビー部に所属していた。また、30代のときにはラーメン店などを経営していた時期もある。
革細工を自作していた時期もあり、『ゴジラ対メカゴジラ』監督の福田純へメカゴジラを彫り込んだブックカバーを贈ったこともある。

## 出演

### テレビ作品
- ウルトラシリーズ（TBS）
  - 帰ってきたウルトラマン 第18話「ウルトラセブン参上!」（1971年） - MATステーション隊員[注釈 3]
  - ウルトラマン80 第14話「テレポーテーション! パリから来た男」 - 第50話「あっ! キリンも象も氷になった!!」（1980年 - 1981年） - イトウ順吉チーフ
- 天下御免（1971年、NHK総合）
- 特別機動捜査隊 第530話「懐しのメロディ 殺し屋」（1971年、NET）
- シークレット部隊（1972年、TBS） - 東チェックマン
- アイちゃんが行く! 第6話「初恋 越前人形」（1972年、CX） - 松波敏夫
- プレイガール 第192話「裸の女に手を出すな」（1972年、12ch） - 山本哲也
- 火曜日の女 / ガラス細工の家（1973年、NTV） - 芹沢乙彦
- トリプル捜査線（1973年、CX）
- 時間ですよ（1973年、TBS） - 信介
- 花ぐるま（1974年 - 1975年、NHK総合）
- 事件狩り 第9話「同棲時代の終り」（1974年、TBS） - 三浦実
- 夜明けの刑事（TBS）
  - 第4話「手錠のままの駆け落ち」（1974年） - 英治
  - 第35話「塾ブームに殺された先生!!」（1975年）
  - 第76話「恋する女神ヴィーナス誘拐事件」（1976年）
  - 第85話「爆弾男結婚式を乗っ取る!!」（1976年）
- 日本沈没 第10話「阿蘇の火の滝」（1974年、TBS） - 沖田健司
- 大河ドラマ（NHK総合）
  - 元禄太平記（1975年） - 小山田庄左衛門
  - 峠の群像（1982年） - 与之介
  - 武田信玄（1988年） - 市川大介
  - 八代将軍吉宗（1995年） - 常楽院
  - 徳川慶喜（1998年） - 伊達宗城
  - 風林火山（2007年） - 倉賀野直行
- 右門捕物帖 第44話「炎の罠」（1975年、NET）
- バーディー大作戦 第42話「赤い唇  おとり捜査官」（1975年、TBS） - 結城竜夫
- 銭形平次（CX）
  - 第466話「兄んちゃん」（1975年） - 銀太郎
  - 第637話「翔べないトンビ」（1979年） - トンビの市松
  - 第718話「仕組まれた復讐」（1980年） - 友吉
- ポーラテレビ小説（TBS）
  - 加奈子（1975年 - 1976年） - 祖父江誠
  - 女・かけこみ寺（1982年） - 大和屋文造
- 太陽にほえろ!（NTV）
  - 第143話「霧の旅」（1975年） - 相良伸治
  - 第464話「我がいとしき子よ」（1981年） - 早坂博
  - 第561話「12年目の真実」（1983年） - 倉本正夫
- Gメン'75（TBS）
  - 第2話「散歩する囚人護送車」（1975年） - 柾木信也
  - 第28話「刑事誤殺」（1975年） - 仁科刑事
  - 第179話「警察署長室ジャック」（1978年） - 北山信太郎巡査
  - 第195話「プロ野球殺人事件」（1979年） - 時松
- 剣と風と子守唄 第18話「母ちゃんの鐘」（1975年、NTV） - 常吉
- 長崎犯科帳 第23話「風の噂の孫七郎」（1975年、NTV） - 彦太
- TOKYO DETECTIVE 二人の事件簿 第34話「純愛伝説」（1975年、ABC）
- 新宿警察 第6話「純情無頼」（1975年、CX）
- 燃える捜査網 第7話「死者からの手紙」（1975年、NET） - 木島
- 山盛り食堂（1975年 - 1976年、NTV） - 黒島（ロクさん）
- 非情のライセンス 第2シリーズ 第66話「兇悪の振子」（1976年、NET） - 橋賀勇
- 大非常線（1976年、NET） - 新川豊彦
- ゼロの焦点（1976年、NTV） - 本多良雄
- 大都会 闘いの日々 第28話「不法侵入」（1976年、NTV） - 山崎竜治
- 大江戸捜査網（12ch→TX）
  - 第176話「腰抜け武士道」（1975年） - 川部秀之進
  - 第267話「偽装殺人の罠」（1976年） - 佐太郎
  - 第402話「獄門台に招く幻の美女」（1979年） - 銀次
  - 第441話「女隠密怒りの逆襲」（1980年） - 源次
  - 第480話「謎を呼ぶ傀儡人形」（1981年） - 佐吉
  - 第612話「下手人は父ちゃんだ!」（1983年） - 五助
- グッドバイ・ママ（1976年、TBS） - 津村洋介
- 喜びも悲しみも幾歳月 （1976年、NTV） - 水出
- 赤い衝撃 第23話、第24話、第29話（1977年、TBS） - 陸上部のコーチ・戸川
- さくらさくら（1977年、CX） - 俊太郎
- うどん一代（1977年 - 1978年、YTV） - 平川
- 土曜ドラマ 鎌田敏夫シリーズ / 十字路 第二部第2話「富士山麓編 樹海の中の少女」（1978年、NHK総合）
- 柳生一族の陰謀 第12話「赤い花が死を呼んだ」（1978年、KTV） - 正木源四郎
- 三男三女婿一匹 第2シリーズ （1978年、TBS） - 村野哲平
- 瀬戸の花嫁（1978年、CX） - 大宮壮一
- 西遊記 第5話「反抗期の妖怪」（1978年、NTV） - 聖嬰大王（紅孩児）
- 大岡越前（TBS）
  - 第5部 第3話「欲しかった思い遣り」（1978年） - いろはの銀次
  - 第10部 第8話「医者は悪事の隠れみの」（1988年） - 丹次
  - 第12部 第15話「裏切り女房の偽証言」（1992年） - 徳次
- 同心部屋御用帳 江戸の旋風IV 第1話「風と太鼓と風来坊」（1978年、CX） - 宇津木登
- 連続テレビ小説（NHK総合）
  - マー姉ちゃん（1979年） - 大和田高男
  - チョッちゃん（1987年） - 黒木医師
  - 純情きらり（2006年） - 飯島校長
- 水戸黄門（TBS）
  - 第10部 第6話「天下の怪盗光右衛門 -駿府-」（1979年） - 宇太郎
  - 第11部 第11話「父子つないだ頑固そば -盛岡-」（1980年） - 清次
  - 第12部（1981年）
    - 第7話「お志乃に惚れた提灯作り -岐阜-」 - 伝六
    - 第15話「娘意気地の生一本 -柳井-」 - 島吉

  - 第15部（1985年）
    - 第6話「御存知 黄門一座の大芝居 -別府-」 - 千之助
    - 第25話「友を救った男の真実 -小浜-」 - 清吉

  - 第16部 第29話「鬼面に隠れた忠義の心 -盛岡-」（1986年） - 原田征四郎
  - 第17部 第21話「亡霊の正体見たり… -福山-」（1988年） - 恵助
  - 第25部 第39話「孫が救った献上酒 -会津-」（1997年） - 金野頼母
  - 第26部 第5話「間違えられた黄門様 -広島-」（1998年） - 木島源十郎
  - 第27部 第30話「旅の終わりの危機一髪 -江戸-」（1999年） - 木本作治郎
  - 第28部 第1話「五十三次世直し旅 -品川-」（2000年） - 鍬形外記
  - 第40部 第2話 「好色強欲の悪党ども！-日光-」（2009年） - 矢部久蔵
- 新 木枯し紋次郎 第19話「女郎にはたった一言」（1978年 12CH） - 長五郎（清水次郎長）
- 鉄道公安官 第6話「若い日、旅立ち」（1979年、ANB） - 池田せつお
- ゴールデン劇場 / 若き日の北條早雲（1980年、ANB） - 荒川又次郎
- 銀河テレビ小説（NHK総合）
  - 風の盆（1981年） - 福田俊夫
- 続・ぬかるみの女（1981年、THK） - 青木
- 闇を斬れ 第14話「妻恋い逃亡・男でない男」（1981年、KTV） - 堀谷鉄之助
- 江戸を斬る（TBS）
  - 江戸を斬るVI（第17話「おゆきに惚れたいい男」（1981年） - 伸助
  - 江戸を斬るVII（1987年） - 政吉
- ザ・サスペンス / 特急さくら殺人事件（1982年、TBS）
- 源九郎旅日記 葵の暴れん坊 第34話「黄金の伝説 大黒様と白兎」（1983年、ANB） - 森岡倫之助
- 木曜ゴールデンドラマ / 母の悲劇（1983年、YTV）
- くたばれかあちゃん!（1983年、KTV）
- 新・なにわの源蔵事件帳 第4話「船場の秋」（1983年、NHK）
- 土曜ワイド劇場
  - 西村京太郎トラベルミステリー 第3作「あずさ3号殺人事件」（1983年、ANB） - 岡田利男
  - 尼さん探偵名推理 第4作「美人霊媒師は知っていた…!? 信濃路湯けむり連続殺人」（1993年、ABC） - 緒方晴宜
  - はみだし弁護士・巽志郎 第7作（2003年、ABC） - 本郷光雄
  - 終着駅シリーズ 第22作「殺人同盟」（2009年、EX） - 藤岡刑事
  - 遺品の声を聴く男 第5作（2014年、ABC） - 山崎一太
- 事件記者チャボ! 第15話「やったぜ! チャボの名探偵…」（1984年、NTV） - 桜井恵一
- 青春泥棒・徹と由紀子（1984年、TBS） - 古畑耕平
- 月曜ドラマランド / 意地悪ばあさんの逆襲（1984年、CX）
- ニュードキュメンタリードラマ昭和 松本清張事件にせまる 第19回「甘粕大尉の死」（1984年、ANB）
- 暴れん坊将軍（ANB）
  - 暴れん坊将軍II 第98話「あゝ憎まれて五十年!」（1985年） - 加地右京
  - 暴れん坊将軍III 500回スペシャル 第97話「将軍琉球へ渡る、天下分け目の決闘!」（1990年） - 薩摩藩江戸家老・鏑木軍兵衛
- 私鉄沿線97分署 第46話「捜査しながらボランティア!?」（1985年） - 西山幸太郎
- ポニーテールはふり向かない（1985年 - 1986年、TBS） - 矢崎
- 水曜ドラマ（NTV）
  - 妻たちの課外授業（1985年 - 1986年）
  - 妻たちの課外授業II（1986年 - 1987年） - 岡野教諭
- 誇りの報酬 第14話「萩原刑事が撃たれた」（1986年、NTV） - 丸山丈
- 年末時代劇スペシャル（NTV）
  - 田原坂（1987年） - 篠原国幹
  - 奇兵隊（1989年） - 勝五郎
- NEWジャングル 第23話「瀬戸大橋・忍ぶ愛」（1988年、NTV） - 山下信彦
- 電脳警察サイバーコップ（1988年 - 1989年、NTV） - 織田久義
- 再婚します。（1988年、THK）
- 花王 愛の劇場 / 小春の春（1989年、TBS）
- 野望の国 嵐の章（1989年、NTV） - 西郷隆盛
- ゴリラ・警視庁捜査第8班 第14話「傭兵狩り」（1989年、ANB）
- TBS大型時代劇スペシャル 源義経（1990年、TBS）
- 三匹が斬る!（ANB）
  - 続続・三匹が斬る! 第4話「壺が割れ、正体見えた逃亡者」（1990年） - 清作
  - また又・三匹が斬る! 第6話「伝説の不老長寿の尼が行く」（1991年） - 和泉左馬之助
- 月影兵庫あばれ旅 第2シリーズ 第3話「天中殺! 美人女房に迫る罠」（1990年、TX） - 留吉
- 時空の旅人〜円空〜（1991年、GTV） - 主演・円空
- 世にも奇妙な物語 「奇跡を呼ぶ男」（1992年） - 岡村義一
- 火曜サスペンス劇場（NTV）
  - 小京都ミステリー 第3作「津和野・萩殺人事件」（1991年） - 大原警部
  - 女検事・霞夕子 第8作「死なれては困る」（1991年9月24日） - 大庭医師
  - 当番弁護士 第4作（1997年） - 多島正人
- デパート!夏物語 第8話（1991年、TBS） - 食品売り場課長
- 12時間超ワイドドラマ / 天下の副将軍水戸光圀 徳川御三家の激闘（1992年、TX） - 丸橋忠弥
- 月曜ドラマスペシャル→月曜ミステリー劇場→月曜ゴールデン（TBS）
  - 忠治旅日記 （1992年） - 清水の頑鉄
  - 交通刑務所・刑務官（1995年）
  - 陰の季節 第7作「精算」（2004年） - 菊地班長
  - 税務調査官・窓際太郎の事件簿 第16作（2007年） - 長部和弘
  - 内部調査官・水平直の報告書（2011年） - 村上史生
- ある日、嵐のように（2001年、NHK総合）
- キッズ・ウォー（CBC） - 倉田正也先生
  - キッズウォー4 ざけんなよ（2002年）
  - キッズウォー5 ざけんなよ（2003年）
- 純情きらり（2006年） - 飯島校長
- 金曜プレステージ / 浅見光彦シリーズ（CX）
  - 第32作「箱庭」（2008年） - 瀬川警部
  - 第41作「佐渡伝説殺人事件」（2011年） - 谷田部健司
- 陽炎の辻〜居眠り磐音 江戸双紙〜 正月時代劇SP「夢の通い路」（2009年、NHK総合） - 百面の専右衛門
- 相棒 season8 第7話「鶏と牛刀」（2009年、EX） - 増沢保
- 木曜劇場 / 不毛地帯（2010年、CX） - 有田専務
- ファイヤーレオン（2013年 - 2014年、TOKYO MX） - 草柳研一
- 木曜ドラマ / 慰謝料弁護士〜あなたの涙、お金に変えましょう〜 第3話（2014年、YTV） - 中谷卓也
- 特捜9 最終話「3つの時の殺人」（2018年6月13日、テレビ朝日） - 川勝雄太郎
- あなたを奪ったその日から 第7話（2025年6月2日、関西テレビ・フジテレビ） - 藤田正臣[20]

### 映画
- 遊び（1971年、大映） - 少年
- 赤い鳥逃げた?（1973年、東宝）
- 高校生無頼控シリーズ（東宝） - 主演・村木正人[3]
  - 高校生無頼控 突きのムラマサ（1973年）
  - 高校生無頼控 感じるゥ〜ムラマサ（1973年）
- ゴキブリ刑事（1973年、東宝） - 香月厳
- 二十歳の原点（1973年、東宝） - 渡辺
- 修羅雪姫（1973年、東宝）
- ゴジラシリーズ（東宝）
  - ゴジラ対メカゴジラ（1974年） - 主演・清水敬介[出典 4]
  - メカゴジラの逆襲（1975年） - 草刈[出典 4]
- あばよダチ公（1974年、日活） - 竜
- 炎の肖像（1974年、日活）
- 裸足のブルージン（1975年、東宝） - 信ちゃん
- 激突!若大将（1976年、東宝） - 佐伯良夫
- 岸壁の母（1976年、東宝）
- 青年の樹（1977年、東宝）
- 天平の甍（1980年、東宝） - 栄叡
- セーラー服と機関銃（1981年、東映） - 政
- おんな6丁目 蜜の味（1982年、東映）
- 零戦燃ゆ（1984年、東宝） - 曽根嘉年
- すかんぴんウォーク（1984年、東宝） - 柴田勝男
- （金）（ビ）の金魂巻（1985年、日活）
- やがて…春（1986年、日活児童映画）
- ボクの女に手を出すな（1986年、東映）
- 極道の妻たち 三代目姐（1989年、東映） - 結城弁護士
- パチンコ物語（1990年、松竹）
- これがシノギや!（1994年、イメージファクトリー）
- ファザーファッカー（1995年、フィルムメイカーズ=東京テアトル） - 益田浩
- 陽炎4（1998年、松竹）
- ロスト・メモリーズ 2009 LOST MEMORIES（2001年、CJエンターテイメント） - 金田次郎
- 爆走デコトラ列伝（2004年、ケイエスエス）
- 難波金融伝ミナミの帝王スペシャルVer.50 金貸しの掟（2004年、ケイエスエス）
- らくだ銀座（2005年、office FireWorks=楽映舎）
- クレーマー Case1（2008年、アートポート） - 山辺一郎
- クレーマー Case2（2008年、アートポート） - 山辺一郎
- クジラ 極道の食卓（2009年） - 牛田組組長 牛田
- ペコロスの母に会いにゆく（2012年、東風） - 雑誌社編集長
- それいけ!ゲートボールさくら組（2023年） - 森長兆司

### ネット配信
- マジすか学園5 第8・10話（2015年、Hulu） - 野木正義 役

### オリジナルビデオ
- Crow 眠らない天使たち（1999年、銀河映像）
- 氷る月（2000年、ビデオメーカー）
- 借王（シャッキング）8 狙われた学園（2001年、日活）- 私立讃徳学園理事
- 伝説のやくざ ボンノ 烈火の章（2002年、シネマパラダイス）
- 伝説のやくざ ボンノ 落日の章（2002年、シネマパラダイス）
- 難波金融伝ミナミの帝王26 一千万の銃弾（2004年、ケイエスエス）
- 稲穂の無頼 〜哀しき相克〜（2008年、オールイン エンタテインメント）
- 横浜暗黒街 華炎（2008年） - 刑事
- 野望への挑戦（2009年） - 五代目藤堂組舎弟頭補佐 寺崎組組長 寺崎吉弥
- ゾンビくの一 〜復讐編〜（2012年、メディアスタッフビジョン）
- 日本統一47（2021年） - 内田健一(尾道の長老)

### 舞台
- 乾いて候（1988年、新橋演舞場）
- 八人の犬士たち（1993年、日生劇場）
- 夢ある限り―山本覚馬伝―（1994年、松竹）
- 旗本退屈男（1996年、明治座）
- 大阪から来た女（2001年、松竹）
- JIRO-CHO（2003年、博品館劇場）
- あかね空（2005年、新歌舞伎座）
- 清水の次郎長外伝 〜恋女房お蝶の奮闘記〜（2006年、三越劇場）
- 幕末義侠伝 〜CHUJI〜（2008年、博品館劇場）
- ミュージカル ミュージカル・スターは夢を見る…（2009年、ミュージカル・スター製作委員会）
- 友情 〜秋桜のバラード〜（2011年、劇団絵生）
- 戦国シェイクスピア BASARA〜謀略の城〜（2015年、ザ・チョンマゲ群団）

### CM
- 丸増　バウムハイツの宣伝に自作の「息子へ」を流し息子とともに出演した。

## ディスコグラフィ

### シングル
| 発売日        | 規格         | 規格品番     | 面           | タイトル       | 作詞         | 作曲         | 編曲         |
| 東宝レコード  | 東宝レコード | 東宝レコード | 東宝レコード | 東宝レコード   | 東宝レコード | 東宝レコード | 東宝レコード |
| ------------- | ------------ | ------------ | ------------ | -------------- | ------------ | ------------ | ------------ |
| 1973年7月     | EP           | AT-1030      | A            | ガクラン無宿   | 斎木俊也     | 聖川湧       | ボブ佐久間   |
| 1973年7月     | EP           | AT-1030      | B            | 望々節         | 敷島宏       | 聖川湧       | ボブ佐久間   |
| 東芝EMI       |              |              |              |                |              |              |              |
| 1985年7月21日 | EP           | TP-17739     | A            | 息子へ         | 荒木とよひさ | 三井誠       | 丸山雅仁     |
| 1985年7月21日 | EP           | TP-17739     | B            | さらばわが友よ | 荒木とよひさ | 三井誠       | 丸山雅仁     |

### アルバム

#### オムニバス・アルバム
- 歌謡曲番外地 東宝レコード 映画・TV編～銭ゲバ大行進（2012年5月19日、SOLID、CDSOL-1352） - 東宝レコードから発売されたレコード音源を、全曲デジタル・リマスタリングして発売。「ガクラン無宿」「望々節」の2曲を収録。